# 1857
1857. је била проста година.

## Догађаји

### Март
- 4. март — Миром у Паризу је завршен британско-персијски рат, а шах Персије признао независност Авганистана.
  - Џејмс Бјукенан је инаугурисан за 15. председника САД.

### Септембар
- 20. септембар — Трупе лојалне Источноиндијској компанији су поново заузеле Делхи и угушиле Индијску побуну.

## Рођења

### Јануар
- 28. јануар — Стојан Протић, српски политичар († 1923).

### Март
- 25. март — Јован Илкић, српски архитекта († 1917)

### Јул
- 5. јул — Клара Цеткин, немачка политичарка

### Септембар
- 15. септембар — Вилијам Хауард Тафт, 27. председник САД

### Новембар
- 17. новембар — Жозеф Бабински, француско-пољски неуролог. († 1932).

### Децембар
- 3. децембар — Џозеф Конрад, енглески књижевник пољског порекла. († 1924).
- 7. децембар — Урош Предић, српски сликар. († 1953)

## Смрти

### Април
- 22. септембар — Данијел Манин, италијански револуционар